# Гандуљија (Савона)
Гандуљија је насеље у Италији у округу Савона, региону Лигурија.
Према процени из 2011. у насељу је живело 78 становника. Насеље се налази на надморској висини од 235 м.